# Петър Тодоров Атанасов
Вижте пояснителната страница за други личности с името Петър Атанасов.
Петър Тодоров Атанасов е български офицер, генерал-майор, участник Сръбско-българската (1885), Балканската (1912 – 1913) и Междусъюзническата война (1913), командир на 10-и пехотен родопски полк (1915 – 1916) и на 1-ва бригада от 9-а пехотна плевенска дивизия (1916 – 1918) през Първата световна война (1915 – 1918).

## Биография
Петър Атанасов е роден на 8 ноември 1866 г. в с. Катуница, Пловдивско. Взема участие в Сръбско-българската война (1885) в редовете на Ученическия легион. На 12 септември 1886 г. постъпва във Военното на Негово Княжеско Височество училище, достига до звание юнкер, дипломира се 93-ти по успех от 163 офицери, на 27 април 1887 г. е произведен в чин подпоручик и зачислен в 10-и пехотен родопски полк. На 18 май 1890 г. е произведен в чин поручик, на 2 август 1895 в чин капитан, а през 1900 г. е назначен за ротен командир в 10-и пехотен родопски полк.
През 1906 г. е произведен в чин майор. През 1909 г. майор Атанасов е назначен за командир на дружина в 12–и пехотен балкански полк. На 22 септември 1912 е произведен в чин подполковник.
Подполковник Вапцаров взема участие в Балканската (1912 – 1913) и Междусъюзническата война (1913) като като помощник-дивизионен интендант в 8–а пехотна тунджанска дивизия. През 1915 г. е назначен за помощник-командир 10-и пехотен родопски полк, а на 1 октомври е произведен в чин полковник.
По време на Първата световна война (1915 – 1918) полковник Атанасов командва първоначално 10-и пехотен родопски полк (10 септември 1915 – 23 август 1916), след което 2-ра бригада от 4-та пехотна преславска дивизия и 1-ва бригада от 9-а пехотна плевенска дивизия (1917 – 1918). През 1919 г. е уволнен от служба.
Петър Атанасов е женен и има 2 деца.
На 31 декември 1935 е произведен в чин генерал-майор.

## Военни звания
- Подпоручик (27 април 1887)
- Поручик (18 май 1890)
- Капитан (2 август 1895)
- Майор (1906)
- Подполковник (22 септември 1912)
- Полковник (1 октомври 1915)
- Генерал-майор (31 декември 1935)

## Награди
- Военен орден „За храброст“ IV степен 1 клас
- Военен орден „За храброст“ IV степен 2 клас
- Народен орден „За военна заслуга“ IV степен на военна лента
- Народен орден „За военна заслуга“ V степен на обикновена лента
- Орден „За заслуга“ на обикновена лента